# 墙头乡
墙头乡是中国陕西省榆林市府谷县下辖的一个乡。

## 行政区划
墙头乡下辖以下行政区：
墙头村、尧渠村、前园则村、尧峁村、后会村、前会村、小字村、尧沟梁村